# Deltocephalus hyalinus
Deltocephalus hyalinus är en insektsart som beskrevs av Franz Xaver Fieber 1869. Deltocephalus hyalinus ingår i släktet Deltocephalus och familjen dvärgstritar. Inga underarter finns listade i Catalogue of Life.